# إيمان هويمل
إيمان الزهواني هويمل هي سياسية تونسية، شغلت منصب وزيرة للمرأة والأسرة وكبار السن في حكومة هشام المشيشي منذ 1 أغسطس 2020 وحتى 11 أكتوبر 2021  .
المسيرة المهنية والتعليمية
تخرجت هويمل من المدرسة الوطنية للإدارة في تونس، وهي مؤسسة مرموقة تُعنى بتكوين الكوادر العليا في الإدارة العمومية. قبل توليها الوزارة، عملت كمديرة عامة لشؤون المرأة والأسرة بوزارة المرأة، حيث اكتسبت خبرة تزيد عن 20 عامًا في مجال الدفاع عن حقوق المرأة، مع تركيز خاص على حماية النساء من العنف. 
التحديات السياسية
في مارس 2021، أشارت هويمل إلى أن الحكومة التونسية كانت تواجه صعوبات بسبب الأزمة السياسية التي تمر بها البلاد، معربة عن أملها في إيجاد حل عاجل للمأزق السياسي الراهن. بعدها وجه الرئيس التونسي ضربة للنظام الديمقراطي حيث قام بإقالة الحكومة وحل البرلمان وتبعت ذلك خطوات أخرى من قبل بن سعيد قضت تماما على الديمقراطية الوليدة في تونس وقاد اليلاد نحو نظام ديكتاتوري شبيه بنظام الرئيس زين العابدين بن علي والذي أسقطته ثورة شعبية في العام 2011.